# Nogometni kup FBiH 2018./19.
Nogometni kup Federacije BiH za sezonu 2018./19. je igran u dva kruga u kolovozu i rujnu 2018. godine. Dvanaest pobjednika susreta drugog kruga se kvalificiralo u šesnaestinu završnice Kupa BiH.

## Sudionici
U kupu FBiH sudjeluje 32 kluba i to:
- 16 klubova – članova Prve lige BiH, ulaze u ntjecanje u drugom krugu
- 10 pobjednika županijskih (kantonalnih) kupova županija Federacije BiH (za ovu sezonu nije sudjelovala momčad iz Zapadnohercegovačke županije)[1]
- 6 finalista županijskih kupova (iz šest županija koje imaju veći broj registriranih klubova)

| županija                                                                                               | 1. Liga FBiH 2018./19.                               | preko županijskih kupova                                         |
| --- | ---------------------------------------------------- | ---------------------------------------------------------------- |
| Bosansko-podrinjska                                                                                    | Goražde                                              | Azot Vitkovići                                                   |
| Hercegbosanska                                                                                         |                                                      |                                                                  |
| Hercegovačko-neretvanska                                                                               | Čapljina Igman Konjic Velež Mostar                   | Klis Butorović Polje Neum                                        |
| Posavska                                                                                               | Orašje                                               | Sloga Tolisa                                                     |
| Sarajevska                                                                                             | Olimpik Sarajevo                                     | Bosna Union Sarajevo Famos Hrasnica (Sarajevo)                   |
| Središnja Bosna                                                                                        | Metalleghe-BSI Jajce Novi Travnik NK Vitez           | Kiseljak Sloga (Gornji Vakuf / Uskoplje) ↓HB FK Vitez – odustali |
| Tuzlanska                                                                                              | Bratstvo Gračanica Slaven Živinice Zvijezda Gradačac | Budućnost Banovići Mladost Kikači                                |
| Unsko-sanska                                                                                           | Jedinstvo Bihać                                      | Borac Izačić                                                     |
| Zapadnohercegovačka                                                                                    |                                                      |                                                                  |
| Zeničko-dobojska                                                                                       | Bosna Visoko Rudar Kakanj TOŠK Tešanj                | Moševac Pobjeda Tešanjka                                         |
| Brčko Distrikt                                                                                         |                                                      | Vitanovići 78 (Vitanovići Donji) ↓POS                            |
| |                                                      |                                                                  |
| ↑HB – plasirali se preko kupa Hercegbosanske županije ↑POS – plasirali se preko kupa Posavske županije |                                                      |                                                                  |

## Rezultati

### Prvo kolo
Igrano 29. kolovoza 2018.

| klub1                           | klub2                            | rezultat                  | napomene                                               |
| ------------------------------- | -------------------------------- | ------------------------- | ------------------------------------------------------ |
| Borac Izačić                    | Kiseljak                         | 6:7 (11 m)                | Kiseljak prošao boljim izvođenjem jedanaesteraca       |
| Neum                            | Bosna Union Sarajevo             | 2:3                       |                                                        |
| Azot Vitkovići                  | Famos Hrasnica (Sarajevo)        | 3:5 (11 m)                | Famos Hrasnica prošla boljim izvođenjem jedanaesteraca |
| Mladost Kikači                  | Vitanovići 78 (Vitanovići Donji) | 11:0                      |                                                        |
| Sloga Tolisa                    | Budućnost Banovići               | 0:5                       |                                                        |
| Sloga (Gornji Vakuf / Uskoplje) | Klis Butorović Polje             | 4:6 (11 m)                | Klis prošao boljim izvođenjem jedanaesteraca           |
| Moševac, Pobjeda Tešanjka       | Moševac, Pobjeda Tešanjka        | Moševac, Pobjeda Tešanjka | slobodni                                               |

### Drugo kolo
Igrano 12. rujna 2018.

| klub1                     | klub2                | rezultat   | napomene                                               |
| ------------------------- | -------------------- | ---------- | ------------------------------------------------------ |
| Velež Mostar              | Bratstvo Gračanica   | 2:0        |                                                        |
| Rudar Kakanj              | Olimpik Sarajevo     | 1:0        |                                                        |
| Zvijezda Gradačac         | Novi Travnik         | 7:6 (11 m) | Zvijezda prošla boljim izvođenjem jedanaesteraca       |
| Čapljina                  | TOŠK Tešanj          | 0:2        |                                                        |
| Mladost Kikači            | Budućnosto Banovići  | 4:2 (11 m) | Mladost prošla boljim izvođenjem jedanaesteraca        |
| Kiseljak                  | Igman Konjic         | 1:2        |                                                        |
| Klis Butorović Polje      | Bosna Union Sarajevo | 4:0        |                                                        |
| Pobjeda Tešanjka          | Orašje               | 5:1        |                                                        |
| Moševac                   | Slaven Živinice      | 1:0        |                                                        |
| Jedinstvo Bihać           | Metalleghe-BSI Jajce | 6:7 (11 m) | Metalleghe-BSI prošao boljim izvođenjem jedanaesteraca |
| Famos Hrasnica (Sarajevo) | Bosna Visoko         | 0:4        |                                                        |
| Goražde                   | NK Vitez             | 8:7 (11 m) | Goražde prošao boljim izvođenjem jedanaesteraca        |

## Unutrašnje poveznice
- Nogometni kup Federacije BiH
- Kup BiH 2018./19.

## Vanjske poveznice
- Nogometni savez Federacije BiH